# + +
+ + (プラス・プラス)は今月の少女のデビューミニアルバム。2018年8月20日にBlockBerry Creativeからリリースされ、Danal エンターテインメントから発売された。表題曲は『Hi High』。記事によって本アルバムのタイトルを括弧で囲む場合と囲まない場合があり、表記に揺らぎがある。

## 概要
+ +は今月の少女のユニットである1/3、ODD EYE CIRCLE、yyxy、そしてどのユニットにも所属していないヨジンが集まってプラスプラスの効果を発揮するという意味が込められている。
アルバムの形態は通常盤2種、限定盤2種の計4種類が展開され、通常盤Aと限定盤Aでは「favOriTe」のミュージック・ビデオの衣装を着用し、通常盤Bと限定盤BはHi Highのミュージック・ビデオ撮影地で撮影したものがジャケット写真になっている。

## リリースまでの略歴
2018年7月29日、+ +のティザーが公開。
8月7日、アルバムリリースに先立ち、リードシングル『favOriTe』をリリース。ミュージックビデオが1日も経たないうちにYouTubeで再生回数100万回を突破し、8日午前0時、iTunesチャートで多様な国家のK-POPチャートとポップランキングで1位を獲得。
8月9日〜14日、個人ティザーをゴウォン→ジンソル→ヨジン→オリビアヘ→チュウ→ヒョンジン→チェリ→ヒジン→ハスル→イヴ→ビビ→キムリプの順に公開。
8月16日、トラックリストが公開。その翌日には表題曲のティザー映像が公開された。
8月19日、デビューコンサート『LOONAbirth』をオリンピックホールにて開催。本アルバムからは「favOriTe」と「열기 (→ 熱気)」が披露された。
8月20日、アルバムが発売。同日、デビューショーケースを開催。

## 収録曲
1. + +
作曲：ファン・ヒョン(MonoTree), NOPARI, GDLO(MonoTree), Artronic Waves, ビリージン, SlyBerry(BADD)
編曲：ファン・ヒョン(MonoTree)
  - 1/3とODD EYE CIRCLE、yyxyのそれぞれのアルバムのイントロをミックスさせ、再誕生させた楽曲。
2. Hi High
作詞：Jaden Jeong, GDLO(MonoTree), ファン・ヒョン(MonoTree)
作曲：ファン・ヒョン(MonoTree), GDLO(MonoTree), Mayu Wakisaka
編曲：ファン・ヒョン(MonoTree), GDLO(MonoTree)
  - 表題曲
3. favOriTe
作詞：キム・スジョン, Jaden Jeong
作曲：ビリージン(BADD), Sophia Pae, SlyBerry(BADD), キム・ジンヒョン(BADD)
編曲：ビリージン(BADD), SlyBerry(BADD), キム・ジンヒョン(BADD)
  - リードシングル曲
4. 열기 (熱気)
作詞：ソ・ジョンア
作曲、編曲：Brooke Toia, Daniel Caesar, Ludwig Lindell, Adelen Steen
  - タイトルの隣に(9)がつくことがある。
5. Perfect Love
作詞：Le‘mon
作曲：ユン・ジョンソン(MonoTree), Le’mon
編曲：ユン・ジョンソン(MonoTree)
6. Stylish
作詞：イギ(OREO), Lambo(OREO)
作曲、編曲：Macdermid, Emma O'Gorman, Marc Lian, David Brant, イギ(OREO)

## 表題曲
ハイエネルギージャンルの楽曲で、12人が集まった時の気持ちいいエネルギーをアピールしている。引き付けられるような構成は徐々に高まっていく感情を表現し、愛してはいるけれど、ツンと突き放したい気持ちをメンバーのキャラクターを通じて歌詞に盛り込んだ。疾走する様な早いテンポと降り注ぐメロディー、華やかな楽曲構成が息をする間も無く音楽に集中させられる様になっている。
表題曲では作詞作曲編曲に共通して作曲家チーム「MonoTree」のファン・ヒョンが携わっている。ファン・ヒョンは代表的にSEVENTEENや、クォン・ウンビなどの楽曲に携わったことがある。

## ミュージック・ビデオ
ミュージック・ビデオの制作にはヒジン以外のソロ楽曲のミュージック・ビデオを全て制作してきたDigipediが担当している。
Hi Highは、今月の少女1/3がODD EYE CIRCLEと出会い、最終的にyyxyの4人と出会って、空高く跳躍するというストーリーが展開されている。このミュージック・ビデオの中では様々な仕掛けや象徴が隠されている事も特徴である。

## 音盤及び音源成績
- HANTEO - リアルタイムアルバムランキング 1位[13]
- iTunes - ワールドワイドアルバムランキング 2位[13]
- Billboard - ビルボードワールドアルバムチャート TOP4進出[14]

2018年10月15日、アルバムの販売数が5万枚を突破した為、追加発注。2018年デビューのガールズグループでは最高販売数を記録。